# Pieter Lastman

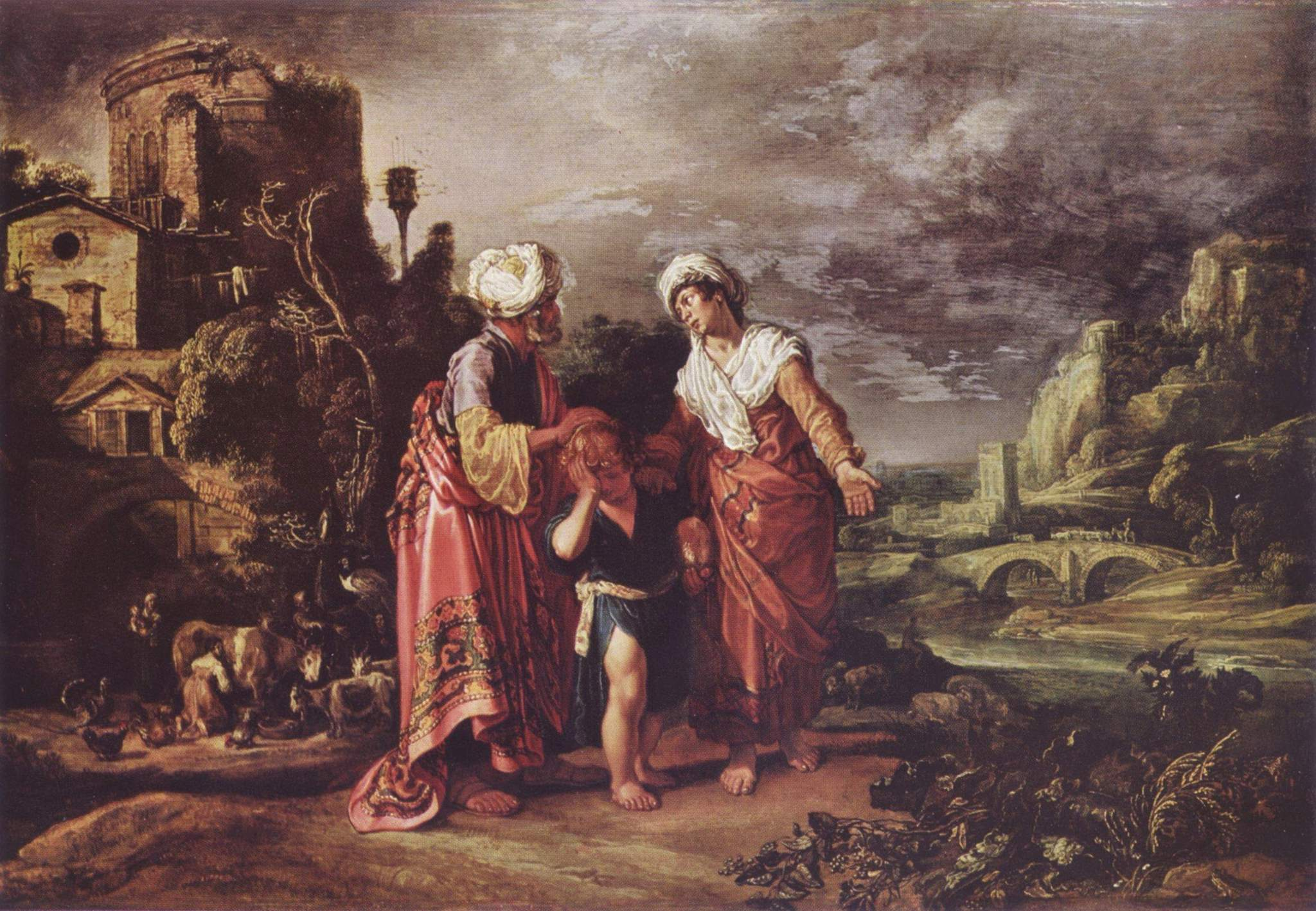
Hágár elbocsátása (1612)

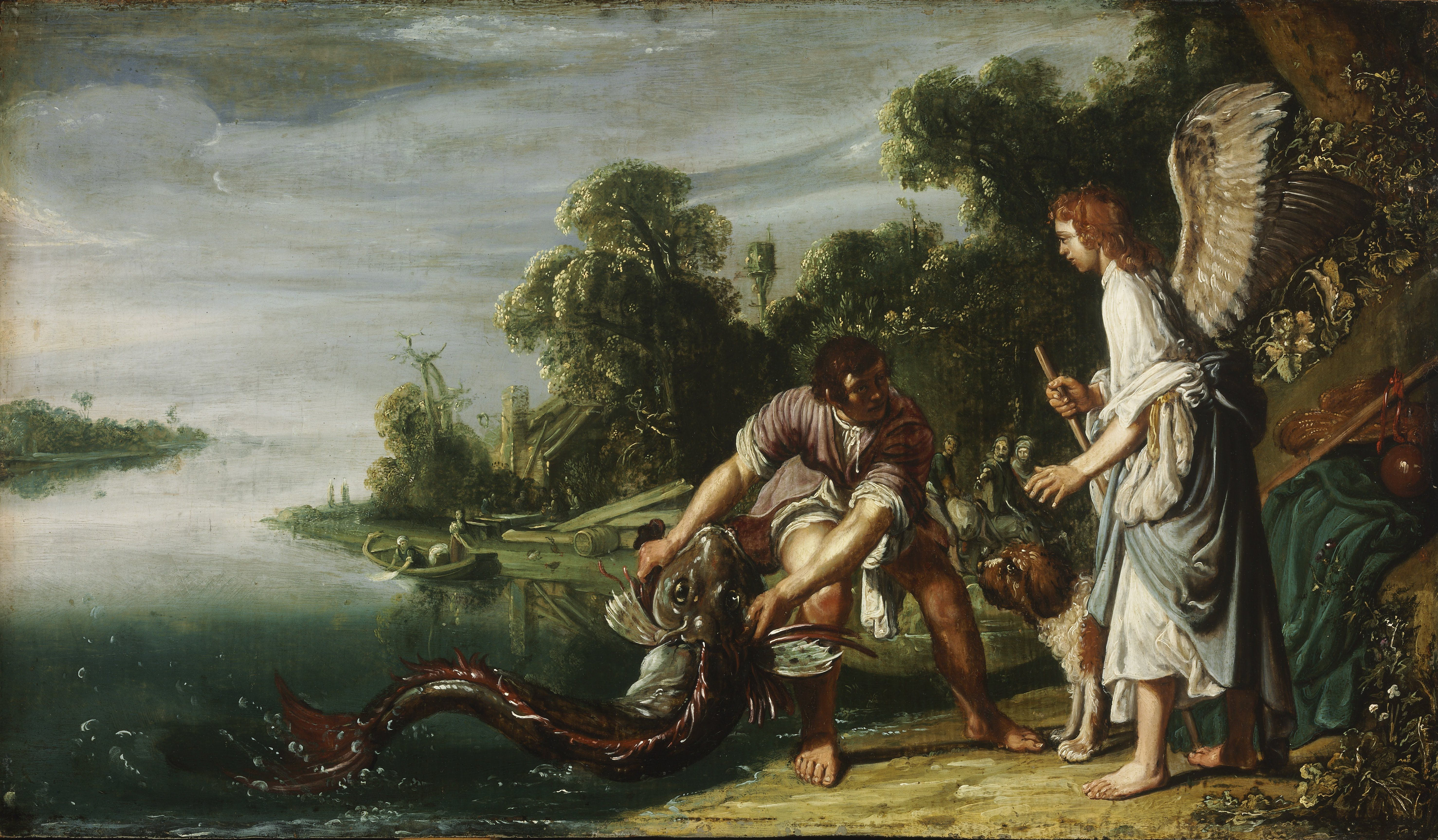
Az angyal és Tóbiás a hallal (1625 körül)

Pieter Pieterszoon Lastman (Amszterdam, 1583. – Amszterdam]], 1633. április 4.) a holland festészet aranykorának igen jelentős történeti festője, ma mégis inkább a fiatal Rembrandtra gyakorolt hatása miatt ismert.

## Élete
Amszterdamban született egy városi sekrestyés fiaként. Hosszú ideig Itáliában dolgozott, ahol megismerkedett Caravaggio újszerű elképzeléseivel, de a Caracci-iskola is hatással volt rá. Rómában Adam Elsheimer köréhez tartozott, akinek tájképeinek szemléletét átültette saját kompozícióiba. 1610 körül tért vissza Hollandiába, ahol neves és elismert történeti festőként dolgozott.
1624-ben Rembrandt mestere volt fél évig, akire nagy hatással voltak festményei. Lastman tanítványa volt korábban az a Jan Lievens is, aki később Rembrandt barátja és alkotótársa lett.

## Válogatott művei
- 1612 Hágár búcsúja (Hamburg)
- 1625 körül Az angyal és Tóbiás a hallal (Budapest, Szépművészeti Múzeum)